# 阿塔罗斯二世

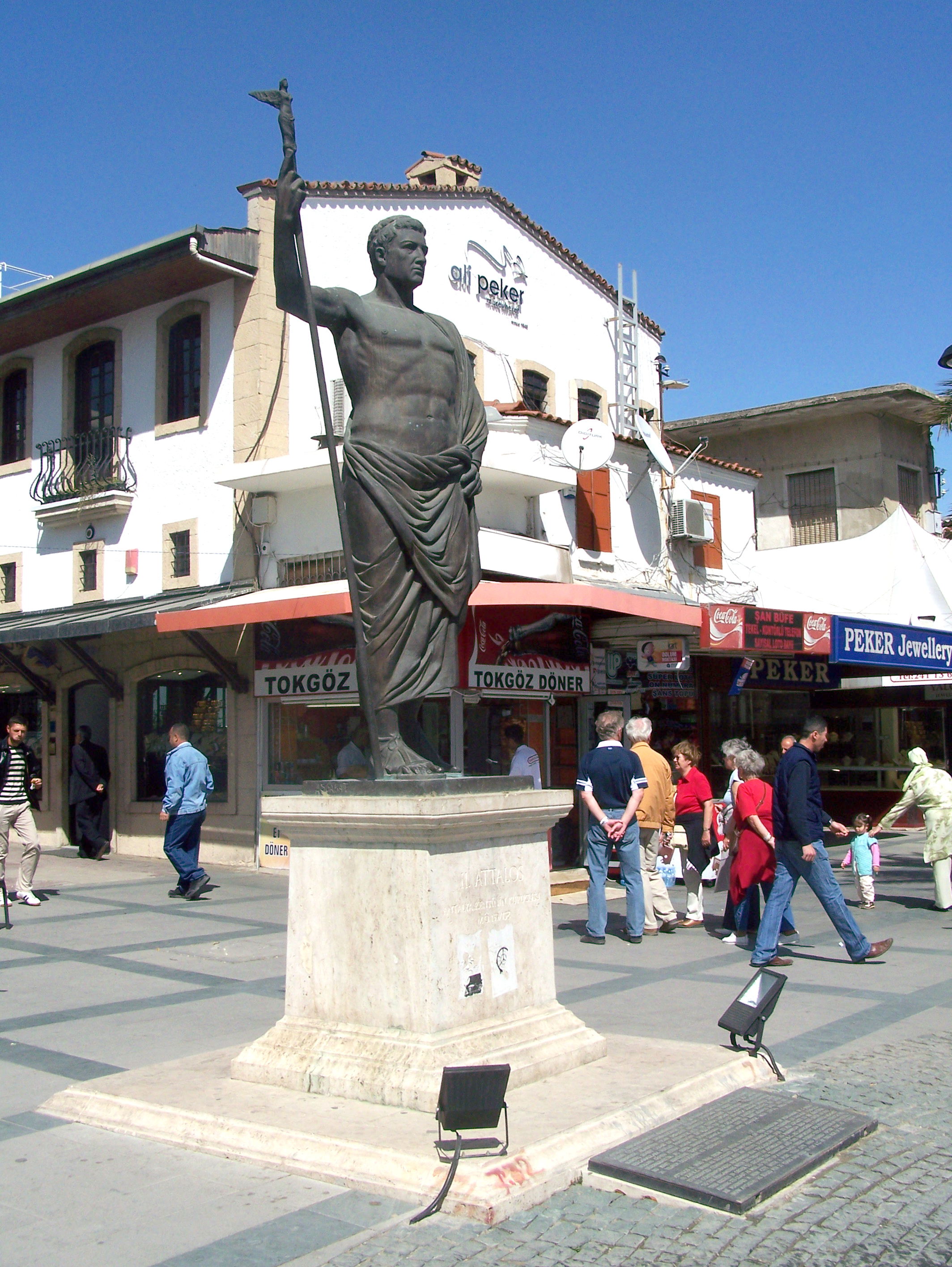
安塔利亚的阿塔罗斯二世塑像

阿塔罗斯二世（篤愛兄長者）Άτταλος ο Φιλάδελφος（前220年—前138年）帕加马国王（前159年—前138年在位）。阿塔罗斯二世是拍加马国王阿塔罗斯一世（救主）的次子。前160年，阿塔羅斯二世被生病的兄長歐邁尼斯二世任命為共同執政者，在兄长歐邁尼斯二世去世后继承王位，並娶守寡的王后斯特拉托妮可為妻。
在即位前，阿塔罗斯二世作为一名杰出指挥官活跃在地中海世界：前190年率领拍加马军队击退塞琉古王朝的入侵和和前189年時在加拉太戰爭與羅馬並肩作戰，之後在前182年再一次擊敗入侵的塞琉古軍隊，並與本都的法爾奈克一世交手，最後於前171年率领一支不大的队伍参加罗马为推翻马其顿国王珀爾修斯 (馬其頓)而发动的第三次马其顿战争。
阿塔羅斯二世經常與羅馬有外交上的來往，並獲得羅馬的尊重，儘管有一次羅馬曾企圖扶持阿塔羅斯為國王來推翻歐邁尼斯二世，但此事被他婉拒了。阿塔罗斯二世在當上拍加马国王之后依然為罗马人的忠实盟友，羅馬更在前156年—前154年間，帮助他粉碎了比提尼亚国王普魯西阿斯二世的入侵。在前150年，阿塔罗斯二世协助亞歷山大·巴拉斯（“領主”）推翻德米特里一世夺取塞琉古帝国的政权時，羅馬與帕加馬站在一塊。
阿塔羅斯二世在他的好友卡帕多細亞國王阿里阿拉特五世幫助下擴張許多疆土，並建立安塔利亞和非拉鐵非（今阿拉謝希爾）。阿塔羅斯二世也因提倡科學和藝術而聞名，更曾發明新種的刺繡法，在他晚年，依靠他的首席大臣斐洛波門幫助管理國家。